# エナジーシステムサービスジャパン
エナジーシステムサービスジャパン株式会社（エナジーシステムサービスジャパン）は産業用電池、電気機器、ゴルフカートなどの販売や工事サービスなどを行う企業。
親会社である日立化成株式会社の社名変更に伴い、2020年10月1日、日立バッテリー販売サービス株式会社から「エナジーシステムサービスジャパン株式会社」へ社名変更
カーバッテリーは親会社であるエナジーウィズが製造販売を行っており、当社は関与していない。

## 取り扱い製品
- 産業用電池、電気機器
- ゴルフカート

## 拠点
- 札幌営業所（北海道札幌市）
- 東北営業所（宮城県仙台市）
- 関西営業所（大阪府大阪市）
- 中部営業所（愛知県名古屋市）
- 中国営業所（広島県広島市）
- 九州営業所（福岡県春日市）